# تیم ملی والیبال مردان کوبا
تیم ملی والیبال مردان کوبا تیم ملی والیبال مردان کشور کوبا است.

## دست‌آوردها
کوبا در چهار دهه همواره در زمره تیم‌های بزرگ جهان بود و با ۲۲ بار حضور در لیگ جهانی جزو تیم‌های باسابقه به‌شمار می‌رود. کسب یک قهرمانی در سال ۱۹۹۸، کسب ۵ نایب قهرمانی و دو مقام سومی هم حاصل این حضور طولانی است. کوبایی‌ها به جز لیگ جهانی یک مدال برنز المپیک، ۲ نقره و ۲ برنز جهان و یک مدال طلای جام‌جهانی و چندین نقره و برنز به همراه ۱۵ قهرمانی در مسابقات منطقه نورسکا را در کارنامه خود دارند.